# طائرات سوكاتا تي بي
طائرات سوكاتا تي بي هي مجموعة من الطائرات الخفيفة ذات المحرك الواحد التي طورتها وصنعتها شركة سوكاتا الفرنسية. تشتهر هذه السلسلة بأسماء نماذجها المستوحاة من جزر الكاريبي، ما جعلها تُعرف باسم “طائرات الكاريبي”، رغم أن استخدامها في تلك المنطقة ليس واسع الانتشار. تُستخدم طائرات سوكاتا تي بي في مهام الطيران المدني المختلفة مثل التدريب والملاحة الجوية.
جميع طائرات سلسلة سوكاتا تي بي، باستثناء طراز تي بي 9، مزودة بمروحة ذات سرعة ثابتة. أصبحت هذه الطائرات شائعة الاستخدام في تدريب الطيارين وطيران سياحي، وغالبًا ما تُستخدم لتدريب الطيران بالأجهزة. تتميز هذه السلسلة بجودة التصنيع الحديثة وحجم المقصورة الداخلي؛ إذ توفر مساحة واسعة نسبيًا عند مستوى الكتف، تصل إلى حوالي 124 سنتيمترًا (49 بوصة)، مقارنة بطائرات ذات محرك واحد وأربعة مقاعد أخرى. يعود ذلك جزئيًا إلى شكل هيكل الطائرة الذي يتميز بانحناءة واضحة فوق الجناح. كما أن نوافذ الجوانب تمتد إلى سقف الطائرة، مما يمنح المقصورة شعورًا بالاتساع والراحة.
نتيجة للحجم الأكبر للهيكل ووزن الطائرة النسبي، تسجل طائرات سلسلة تي بي أداء أقل من طائرات ذات حجم وقوة محرك مشابهين لكنها أنحف، ويُعتبر هذا التوازن بين السرعة والراحة ميزة يثني عليها مالكو هذه الطائرات.
خلال العقد الأول من الألفية الجديدة، تراجعت مبيعات طائرات سلسلة تي بي بسبب الركود العالمي في صناعة الطيران، مما دفع شركة سوكاتا إلى إعادة تنظيم برامج التسويق والإنتاج. شملت الإجراءات تقليص التكاليف، إعادة هيكلة الموظفين، التفاوض مع الموردين، والاستعانة بمصادر خارجية. بين عامي 2004 و2008، قررت الشركة نقل كامل إنتاج السلسلة من فرنسا إلى رومانيا. رغم هذه الخطوات، لم تستعد المبيعات مستوياتها السابقة، مما أدى إلى التوقف عن الإنتاج بالجملة والتحول إلى التصنيع حسب الطلب، ثم إيقاف كافة أنشطة التسويق والإنتاج بحلول عام 2012. تستمر الشركة في تقديم الدعم للعملاء الحاليين، مع تقديم تحديثات جديدة تشمل إمكانية تركيب قمرة قيادة رقمية (قمرة قيادة زجاجية).